# Elacatis undulata
Elacatis undulata es una especie de coleóptero de la familia Salpingidae.

## Distribución geográfica
Habita en Filipinas.